# سومنوفیلیا

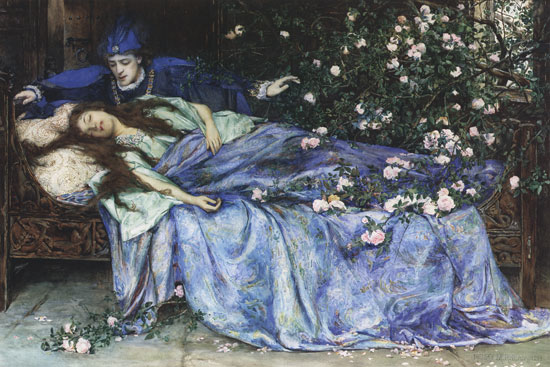
زیبای خفته اثر هنری ماینل ریم

سومنوفیلیا (انگلیسی: Kleptolagnia) یا بیهوش‌دوستی یا سندرم زیبای خفته نوعی انحراف جنسی است که در آن فرد با مشاهدهٔ افرادی در حالت بیهوشی یا ناهشیاری به‌سر می‌برند، دچار برانگیختگی جنسی می‌شود. به‌گفتهٔ سکس‌شناس مشهور، جان مانی، بیهوش‌دوستی در طول تاریخ رابطهٔ تنگاتنگی با زنا با محارم داشته و مستعد عود کردن و تبدیل‌شدن به مرده‌خواهی است.